# Sambicyjanina
Sambicyjanina – organiczny związek chemiczny z grupy antocyjanów występujący m.in. w owocach bzu czarnego (Sambucus nigra).